# Pistol Bergmann–Bayard, model 1910
 Pistolul Bergmann–Bayard, Model 1910 a fost o armă portativă de infanterie de calibrul 11 mm, din categoria pistoalelor, aflată în înzestrarea Armatei Belgiei și a altor armate, în perioada Primului Război Mondial și în perioada interbelică. Pistolul a fost utilizat și de Armata României, începând cu campania din anul 1916, fiind achiziționate din Belgia, un număr total de 75.088 de bucăți, produse de fabrica Anciens Etablissements Pieper din Herstal. :p. 51

## Principii constructive
Pistolul Bergmann–Bayard  era o armă portativă neautomată, destinată tragerii la distanțe mici, pentru autoapărare. Avea țeavă ghintuită, sistemul de alimentare era automat cu un încărcător cu 6 sau 10 cartușe. 